# Sinagoga del Sud de Manchester
La Sinagoga del Sud de Manchester (en anglès: South Manchester Synagogue) es refereix tant a una comunitat ortodoxa jueva al sud de Manchester, Anglaterra, com als edificis que ocupa. En 2002, la comunitat es va traslladar dels edificis de la sinagoga en el districte de Fallowfield de Manchester a uns nous locals a Bowdon, Altrincham, en el Gran Manchester. La sinagoga de Manchester del sud va ser fundada en 1872 per un grup de persones que desitjaven atendre a aquelles famílies asquenazites que vivien al sud del centre de Manchester.